# Rússia nos Jogos Olímpicos de Inverno de 1994
A Rússia mandou 113 competidores que disputaram doze modalidades nos Jogos Olímpicos de Inverno de 1994, em Lillehammer, na Noruega. A delegação conquistou 23 medalhas no total, sendo onze de ouro, oito de prata e quatro de bronze.